# Sóc bay Smoky
Pteromyscus pulverulentus là một loài động vật có vú trong họ Sóc, bộ Gặm nhấm. Loài này được Günther mô tả năm 1873. Loài này được tìm thấy ở Brunei, Indonesia, bán đảo Malaysia, và nam Thái Lan, nhưng dải phân bố của nó có thể rộng hơp hiện được khoanh định. Môi trường sống của chúng là các khu rừng khô nhiệt đới hoặc cận nhiệt đới. Nó được xếp vào nhóm bị đe dọa do số lượng cá thể ước tính của nó bị mất đi 50% trong quá khứ và tương lai, và được đánh giá là do mất nơi sống.